# Wrecked
Wrecked é um filme de suspense produzido no Canadá, dirigido por Michael Greenspan e lançado em 1 de abril de 2011.